# 니시모나이정
니시모나이정(西馬音内町)은 아키타현 오가치군에 있던 정이다. 현재의 우고정 중심부에 해당한다.

## 역사
- 1889년 4월 1일 - 정촌제 시행에 의해 6촌의 구역으로 니시모나이촌이 성립하였다.
- 1897년 4월 1일 - 정으로 승격해 니시모니아정이 되었다.
- 1955년 4월 1일 -미와 촌·니나리 촌·메이지 촌·모토니시모나이 촌·다시로 촌·센도 촌의 1정 6촌이 합병해 우고 정이 성립해, 동일 니시모니아정이 폐지되었다.